# Larvik Station
Larvik Station (Larvik stasjon) er en jernbanestation på Vestfoldbanen, der ligger i byen Larvik i Norge. Stationen blev åbnet sammen med banen 7. december 1881. Stationsbygningen, der er opført efter tegninger af Balthazar Lange, blev fredet i 1997. Stationen betjenes af NSB's regionaltog mellem Skien og Eidsvoll.
I mange år lå terminalen for færgen til Hirtshals 300 m fra stationen, men efter at en ny færgeterminal åbnede i juni 2008 i Larvik Havn, er der nu ca. 2,5 km til færgen. Den tidligere færgehavn i Indre Havn er afviklet, og ejendommene er overgået til kommunen med henblik på byudvikling.